# Орё
Орё (дат. Orø) — остров в Дании.

## География
Остров Орё находится в глубине Исе-фьорда, расположенного в северо-западной части датского острова Зеландия. Площадь Орё составляет приблизительно 15,02 км². На острове лежат четыре поселения: Бюбьерг, Брёнде, Гамлёсе и Несбю, в которых проживает 831 человек (2011). Кроме этого, на Орё находятся около 1400 сезонных, летних домиков и вилл.
В административном отношении Орё образует — совместно с несколькими другими небольшими и необитаемыми островами — приход Орё. С 2007 года он входит в коммуну Хольбек региона Зеландия. Орё является также членом Союза малых датских островов.